# Tyne and Wear
Le Tyne and Wear (/ˌtaɪn ən(d) ˈwɪə/) est un comté métropolitain du nord-est de l'Angleterre. Créé en 1974, à la suite du Local Government Act de 1972, il recouvre un important bassin industriel du XIXe siècle (usines Armstrong Whitworth et Vickers notamment) toujours densément peuplé, enserré par deux fleuves côtiers, la Tyne et la Wear.
Le comté bordé à l'est par la mer du Nord, au nord par le Northumberland et au sud par le comté de Durham.

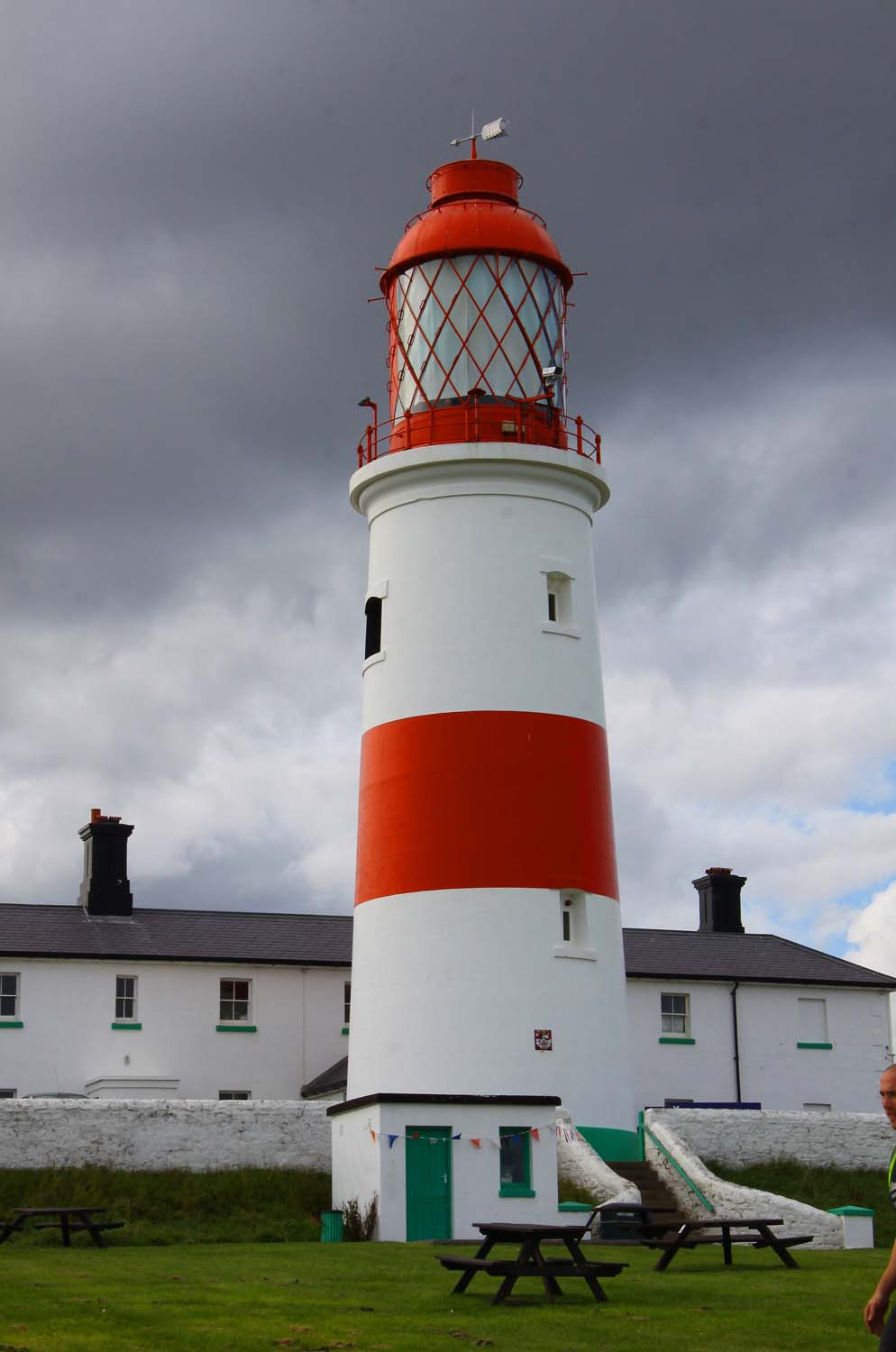
Phare du Souter

## Fonctionnement
Comme dans les autres comtés métropolitains, le conseil de comté (County Council) a été aboli en 1986. Le comté garde une existence juridique et sert de structure géographique de référence, mais ses attributions politiques ou administratives ont été transférées aux cinq districts métropolitains qui le composent.

## Divisions administratives
Tyne and Wear est constitué de cinq districts métropolitains :
1. District métropolitain de Gateshead
2. Newcastle upon Tyne
3. North Tyneside
4. South Tyneside
5. Cité de Sunderland

## Source
- (en) Cet article est partiellement ou en totalité issu de l’article de Wikipédia en anglais intitulé « Tyne and Wear » (voir la liste des auteurs).